# William Henry Keeler
William Henry Keeler (San Antonio, Texas; 4 de marzo de 1931-Catonsville, Maryland; 23 de marzo de 2017) fue un cardenal, arzobispo emérito de Baltimore.
Hijo de Thomas L. Keeler y Margaret T. (Conway) Keeler, se crio en Lebanon (Pensilvania), donde asistió a la Escuela de Santa María y al Lebanon Catholic High School. Se graduó en el St. Charles Seminary de Overbrook, Filadelfia, en 1952 y se licenció en Sagrada Teología por la Pontificia Universidad Gregoriana de Roma, en 1956.
Fue ordenado sacerdote el 17 de julio de 1955, en la iglesia de los Santos Apóstoles, en Roma, por el arzobispo (y futuro cardenal) Luigi Traglia. El joven clérigo se convirtió en asistente del párroco de Nuestra Señora del Buen Consejo, Marysville, y secretario del Tribunal diocesano (1956-1958). Luego fue designado para estudiar Derecho Canónico en la Pontificia Universidad Gregoriana de Roma. En 1961, se doctoró en Derecho Canónico y fue reelegido por el obispo George L. Leech como asistente de Nuestra Señora del Buen Consejo y defensor del vínculo del Tribunal diocesano. En 1964, fue nombrado párroco de la parroquia de Marysville.
Fue secretario del obispo Leech durante el Concilio Vaticano II en Roma (1962-1965). Fue nombrado perito o "asesor especial" del Concilio por el papa Juan XXIII. Durante el Concilio, también formó parte del personal del Council Digest, un servicio diario de comunicación promovido por los obispos de Estados Unidos. En la clausura del Concilio, en 1965, fue nombrado Chamberlain, con el título de Monseñor, por el papa Pablo VI. En 1970, fue nombrado Prelado de Honor por el papa Pablo VI.
En 1965 fue nombrado vicecanciller de la diócesis de Harrisburg y, con el tiempo, canciller (1969) y más tarde vicario general. Ocupó este último cargo cuando fue nombrado obispo auxiliar de Harrisburg y Obispo titular de Ulcinium (Dulcigno) por el papa Juan Pablo II el 24 de julio de 1979. Su ordenación episcopal tuvo lugar el 21 de septiembre de 1979, en la Catedral de St Patrick, de Harrisburg.
El 3 de septiembre de 1983, fue elegido administrador de la diócesis de Harrisburg por el Colegio de Consultores. El papa Juan Pablo II lo nombró obispo de Harrisburg el 10 de noviembre de 1983 y fue instalado como obispo el 4 de enero de 1984, por el cardenal John Krol, arzobispo de Filadelfia.
En septiembre de 1989 fue nombrado miembro del Consejo de Administración de la Universidad Católica (por cuatro años), y en marzo de 1993, fue nombrado miembro del Grupo Asesor para el Fondo Padre Michael McGivney de Nuevas Iniciativas de Educación Católica (por un año).

## Arzobispo
Fue nombrado arzobispo de Baltimore por el papa Juan Pablo II el 6 de abril de 1989, y se instaló formalmente como 14º Ordinario de la más antigua diócesis de la nación el 23 de mayo en las ceremonias en la Catedral de María Nuestra Reina.
Como participante influyente en los asuntos nacionales e internacionales relacionados con la Iglesia, el arzobispo Keeler fue elegido presidente de la Conferencia Nacional de Obispos Católicos (NCCB) en noviembre de 1992 hasta el año 1995. Había sido elegido vicepresidente de la organización en noviembre de 1989, cuando fue anfitrión de la celebración del bicentenario de la fundación de la primera diócesis católica de los Estados Unidos, en Baltimore.
Como parte de su trabajo con la NCCB, el arzobispo Keeler se ganó una reputación de estrechar lazos interreligiosos. Es particularmente conocido por su trabajo en la promoción de un diálogo entre católicos y judíos; sirvió por un tiempo como moderador de las relaciones religiosas con el judaísmo. Como presidente del Comité de la Conferencia Episcopal para Asuntos Ecuménicos e Interreligiosos de 1984 a noviembre de 1987, ayudó a organizar las reuniones del papa con los líderes judíos en Miami y con los líderes protestantes en Columbia (Carolina del Sur), durante la visita papal de 1987. Al ser elegido presidente de la organización nacional, el arzobispo Keeler dijo que sus dos principales prioridades serían dinamizar los esfuerzos de la Iglesia en la evangelización y en la educación. El arzobispo fue nombrado miembro del Consejo Pontificio para la Unidad de los Cristianos en el otoño de 1994.
Además de promover el valor de la educación católica, una de las prioridades del arzobispo Keeler en su sede fue la de expresar la necesidad de la instrucción moral como parte del proceso de educación de todos los estudiantes. También fue un líder vigilante del movimiento provida y un abierto defensor de la evangelización para toda la comunidad parroquial. Al llegar a Baltimore, el arzobispo Keeler trabajó por reforzar las iniciativas educativas y sociales de la archidiócesis. Se facilitaron viviendas para muchos indigentes del centro y el oeste de Maryland; se incrementaron las ayudas y becas; las parroquias recibieron asistencia para la contratación de ministros de la juventud; se instalaron rampas de acceso y ascensores en muchas iglesias; y se amplió la asistencia a madres adolescentes y sus niños en el programa de Villa Louise.
Keeler fue arzobispo emérito de Baltimore desde el 12 de julio de 2007, hasta su fallecimiento el 23 de marzo de 2017. Tras el solemne funeral celebrado por el arzobispo William Edward Lori en la Catedral de María Regina (María Nuestra Reina en la Patria), fue sepultado el 28 de marzo en la cripta de la Basílica del Santuario Nacional de la Asunción de la Bienaventurada Virgen María en Baltimore.
Fue creado cardenal por Juan Pablo II en el consistorio del 26 de noviembre de 1994, con el título de S. Maria degli Angeli (Santa María de los Ángeles).

## Obras
- William Henry Keeler (2012). Memoria Futuri: Catholic-Jewish Dialogue Yesterday, Today, and Tomorrow. Paulist Press. ISBN 9780809147694.
- William Henry Keeler (1961). Parental Supervision in Matrimonial Law. Pontificia Universitas Gregoriana.
- Homilía en la Misa por la Vida. 22 de enero de 2006 (en español)
- OSCE Conference on Racism, Xenophobia and Discrimination: Oral Introduction. 13 de septiembre de 2004 (en inglés)
- Keeler, William H. (2006). «The Church is One».  En Madges, William; Daley, Michael J., eds. The Many Marks of the Church (en inglés). Twenty-Third Publications. p. 25. ISBN 9781585955893.